# Giorgio Blandrata
Giorgio Biandrata (Saluzzo, Piemonte, 1515 — Alba Iulia, 5 de maio de 1588) foi um médico, polemista italiano, co-fundador da Igreja Unitariana da Polônia e da Transilvânia.

## Biografia

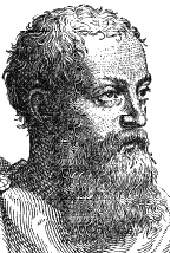
Giorgio Bandrata (1515-1588)

Biandrata era o filho mais jovem de Bernardino Biandrata, Senhor do Castelo de San Fronte. Em 15 de novembro de 1533 formou-se em artes e Medicina em Montpellier. Retornando à Itália, depois de ter conseguido reconhecimento do próprio doutorado pelas "Universidades de Pávia" e de Bolonha, especializou-se em ginecologia, e estudou disfunções nervosas e funcionais das mulheres, tendo, em 1539, publicado o manual "Gynaeceorum ex Aristotele et Bonaciolo a Georgio Blandrata medico Subalpino noviter excerpta de fecundatione, gravitate, partu et puerperio", uma compilação extraída dos escritos de Aristóteles e da obra "Enneas muliebris" de Ludovico Bonaccioli (1475-1536), e dedicada a Bona Sforza (1494-1558), rainha da Polônia, e à filha dela, Isabel Jagiełło (1519-1559), esposa de João Zápolya (1487-1540), voivoda da Transilvânia e rei da Hungria.
Em 1540, fez a sua primeira viagem para a Transilvânia, na corte do rei Sigismundo e de Bona Sforza como médico pessoal da rainha. De Cracóvia viajou para Alba Iulia, onde Isabel, a filha de Bona e viúva do rei João, mantinha a corte do precário principado da Transilvânia, preso entre os interesses opostos do Império de Ferdinando I (1503-1564) e os da Turquia. Quando a Transilvânia passou sob o controle do imperador, Biandrata, que além das atividade de médico pessoal de Isabel acumulava também encargos diplomáticos, em 1552, deixou Alba Iulia e retornou para a Itália. Estabeleceu-se em Mestre, e em 1553, foi chamado a Viena para depor no inquérito que o núncio Girolamo Martinengo (1504-1569) havia instaurado para esclarecer a morte do cardeal Giorgio Martinuzzi (1482-1551), assassinado por agentes de Ferdinando I, por causa de sua política de inteligência contra os turcos.

## Genebra
Estabeleceu-sem em Pávia, e de repente, em 1556, partiu para refugiar-se em Genebra, terra conquistada pelo Calvinismo. Não se sabe quando ele abandonou o catolicismo: já em Saluzzo existiam as comunidades valdenses, bem como na Polônia, Hungria e em círculos reformados da Transilvânia, contando com figuras célebres tais como Lelio Sozzini, Francesco Lismanini (1504-1566) e Francesco Stancaro (1501-1574), além de grupos antitrinitários em Mestre, mas, nenhuma evidência confirma as convicções de reforma antes de sua transferência para a Suíça. Não podemos nos esquecer também que a família Biandrata era detentora de tradições religiosas heterodoxas: no século XIV havia apoiado a revolta dolciniana e em 1558 Alfonso Biandrata, irmão mais velho de Giorgio, também fugiu com a família para Genebra.
Em Genebra, foi bem recebido pela comunidade dos exilados italianos. A Igreja Italiana se constituía de um colégio formado por um pastor, na época Celso Martinengo (1515-1557), por um catequista, quatro anciães e quatro diáconos: o colégio se reunia todas as semanas e se mantinha em estreito contato com o Consistório de Genebra, dominado pela personalidade de Calvino. Biandrata logo se torna um dos quatro anciães e do Conselho do Cidadão obtém no ano seguinte o direito de residência. A sua intimidade com Martinengo, cuja mulher, Jane Stafford, ele havia curado, o levou a criar dúvidas teológicas sobre a divindade da Trindade e a natureza de Cristo. Martinengo, que era um trinitário, sentiu que o propósito dos questionamentos era atacar o dogma sobre a divindade de Cristo, optando por romper relações com Biandrata, no entanto, sem levantar publicamente o problema da ortodoxia calvinista do médico piemontês.
Biandrata começou, então, a fazer as perguntas diretamente a Calvino: e perguntava porquê, se o Deus único é uma essência das três personalidades, Jesus nunca havia dito isso, porque em nenhuma parte das Escrituras se indicava claramente que Deus é uma das três figuras, e que se deveria orar a Deus diretamente, sem intermediação, e pedia a posição da igreja primitiva sobre essas questões.
As perguntas e respostas eram datas por escrito, a fim de evitar possíveis acusações de equívoco voluntário, e a cada resposta de Calvino seguiam-se novas perguntas sobre a divindade do Cristo, até que o reformador francês, começou a indignar-se, pedindo a Biandrata para que abandonasse «perfidiam et fallacias dolosque tortuosos», respondendo com uma longa argumentação as todas as perguntas que lhe haviam sido colocadas.
A ruptura de suas relações com Calvino aconteceu quando Biandrata lhe pede para que condenasse todas as opiniões que contrastassem com o seu pensamento. Biandrata justificava a sua solicitação pelo fato de que as doutrinas dos outros reformadores luteranos e zwinglianos, perturbavam as teses de Calvino, mas Calvino compreendeu, a armadilha da proposta, que havia provocado discussões, desentendimentos e mais rupturas posteriores no movimento protestante, além de chamar a acusação de intolerante e de papismo, pois já havia sido formulada e difundida em nome do próprio Calvino no tempo da condenação de Miguel Servet (1511-1553).
Nesse período, Celso Martinengo morreu em 12 de Agosto de 1557, e Lattanzio Ragnoni (1509-1559) era chamado para suceder a ele na direção da igreja italiana. Estes, decididos a esmagar as opiniões antitrinitárias que circulavam na comunidade, difundidas sobretudo por obra de Biandrata, Giovanni Paolo Alciati (1515-1573) e de Silvestro Teglio, convocaram os três italianos até o concistório, onde Calvino também estava presente, no dia 18 de maio de 1558, bem como outros dissidentes tais como Nicola Gallo (1530-1589), Ippolito da Carignano, Filippo Rustici e Francesco Porcellino, quando Valentino Gentile (1520-1566) ficou doente. Com alguma resistência, fizeram um ato de submissão, mas foram ainda advertidos, quando a autoridade religiosa de Genebra havia percebido que a opinião deles não cessava de circular na cidade, e naquele momento, enquanto Teglio aceitava a confissão de fé proposta pelas autoridades, Biandrata e Alciati preferiram abandonar Genebra: Alciati se estabeleceu em Basileia, enquanto Biandrata fugiu para Farges, em cujo castelo residia Matteo Gribaldi (1505-1564).
De Farges ele foi para Berna para encontrar o pastor Nicolaus Zurkinden (1506-1588), o qual sendo amigo de Gribaldi e de Castellion (1515-1563), não tinha boas relações com Calvino. De Berna, Biandrata se transferiu para Zurich, onde visitou Pietro Martire Vermigli (1499-1562), com vistas a conquistá-lo para suas ideias. Durante alguns debates que tiveram, Vermigli desejou consultar Heinrich Bullinger (1504-1575), que era o teólogo mais influente da igreja de Zurich, o qual lhe aconselhou que cortasse todas as suas relações com Biandrata: e assim foi feito, depois de um estágio na Basileia, o médico de Saluzzo parte para a Polônia

## Polônia
Em novembro de 1558 Biandrata se estabeleceu na cidade de Pińczów, perto de Cracóvia. Biandrata e Francesco Lismanini (1504-1566) foram nomeados pelo rei Sigismundo (1520-1572), filho de Bona Sforza, seu representante durante o Sínodo de Pińczów, que foi realizado em maio de 1560; depois, Biandrata, convidado pelo príncipe Nikolaj Radziwiłł (1549-1616), representou a igreja reformada de Pińczów junto a de Vilnius, e em setembro foi eleito, junto com Lismanini, co-adjutor de Felix Cruciger († 1563), superintendente da igreja reformada da Polônia, sinais estes, não apenas de prestígio adquirido com o tempo junto à nobreza polonesa, mas advindo também do fato que ele havia mantido durante esse período um baixo perfil, evitando externar posições teológicas que pudessem provocar discussões e polêmicas.

## Transilvânia
Em 1563, Biandrata transferiu seus serviços para a corte da Transilvânia de João Sigismundo Zápolya (1540-1571), onde as filhas de sua patrona estavam casadas com príncipes regentes. Tornou a visitar a Polônia em 1576 na comitiva de Estêvão Báthory (1533-1586), cuja tolerância permitia a propagação de heresias, e quando (1579) Cristóvão Báthory (1530-1581) introduziu os jesuítas na Transilvânia, Biandrata encontrou meios para reconciliá-los.
Durante toda a sua carreira, Biandrata era acompanhado de seus dois irmãos, Ludovico e Alphonso, sendo que este último era cônego em Saluzzo. Na Transilvânia, Biandrata colaborou com Francisco Davi, líder da igreja calvinista, que então se tornara bispo antitrinitário. Juntos, eles publicaram alguns escritos polêmicos contra a Fé Trinitária, particularmente na obra "De falsa et vera unius Dei Patris, Filii et Spiritus Sancti cognitione", que é, na verdade, uma versão resumida da "Christianismi Restitutio" de Miguel Servet (1511-1553). Porém, em 1578, duas circunstâncias romperam a conexão entre eles.  Biandrata foi acusado de praticar "o vício italiano" (homossexualidade) e Davi renunciou à necessidade de invocar Cristo nas orações.
Para influenciar Davi, Biandrata pediu ajuda de Faustus Socinus, da Basileia.  Socinus foi convidado por Davi, mas a discussão entre eles não teve bons resultados. À instancias de Biandrata, Davi foi julgado e condenado a prisão na Fortaleza de Deva acusado por suas inovações, onde ele acabou falecendo.
Tendo acumulado vasta fortuna, Biandrata retornou à comunidade de Roma. O seu fim é obscuro, e, de acordo com o jesuíta Jakub Wujek (1541-1597), ele foi estrangulado por um sobrinho (Giorgio, filho de Alphonso) em Gyulafehérvár, em 5 de Maio de 1588.

## Obras
- Aenneas Bonacioli compendiata a Georgio Blandrata
- Aequipollentes ex Scriptura phrases de Christo filio Dei ex Maria nato figuratae, Albae Iuliae 1568
- Antithesis in primum Ioannis caput iuxta doctrinam sophistarum quo opposita iuxta se magis elucescant
- Antithesis pseudochristi cum vero illo ex Maria nato, Albae Iuliae 1568
- Cathechismus ecclesiarum dei (em colaboração com Ferenc Dávid, Kolozsvár, 1566);
- Cimezia muliebria
- Consultatio de promovenda fecundidate et de cura graviditatis, puerperii et primae natorum infantiae
- Demonstratio falsitatis doctrinae Petri Melii et reliquorum sophistarum per antithesis una cum refutatione antitheseon veri et Turcici Christi, Debreceni 1567
- Disputatio Blandratae vel quae Albae Iuliae acta sunt coram principe Tralsylvaniae Christophoro Bathoreo
- Georgii Blandratae confessio antitrinitaria
- Gynaeceorum ex Aristotele et Bonaciolo a Georgio Blandrata medico Subalpino noviter excerpta de fecundatione, gravitate, partu et puerperio, Argentinae 1539
- Loci aliquot insignes ex Scripturis Sanctis pro vera et solida Iesu Christi invocatione asserenda, in Iudicium ecclesiarum Polonicarum de causa Francisci Davidis, Claudiopoli, 1579
- Obiectiones ad Fausti Socini refutationeni thesium Francisci Davidis, 1579
- Omnibus fratribus et reverendis ministris per universam Poloniam (h. n. 1579; kiadta Paleolog J.: Confutatio vera et solida stb.).
- Propositiones in disputatione Albensi (em colaboração com Ferenc Dávid, Kolozsvár, 1566);
- Quaestiones Georgii Blandratae cum responsionibus Ioannis Sommeri
- Refutatio scripti G. Maioris (Kolozsvár, 1569);
- Theses IX de Deo et filio eius Iesu Christo, in Defensio Francisci Davidis in negotio de non invocando Iesu Christo in praecibus
- Theses XXX, tribus thesibus Francisci Davidis oppositae, 1578